# I Think We're Alone Now
Pour les articles homonymes, voir I Think We're Alone Now (film).
I Think We're Alone Now est une chanson écrite et composée par Ritchie Cordell (en) en 1966.
Le titre donne son nom à l'album des artistes américains Tommy James and the Shondells sorti en 1967.
La chanson est reprise avec succès en 1987 par la chanteuse américaine Tiffany, puis en 2006 par le girlsband britannique Girls Aloud.
En 2019, dans le premier épisode de The Umbrella Academy (diffusée sur Netflix), les personnages du show retournent dans le manoir de leur enfance après la mort de leur père adoptif. Ils se sont perdus de vue, après avoir quitté le foyer qui avait fait de la vie de ces ex-gamins surdoués un enfer. Mais un vieux disque de Tiffany va réveiller leurs souvenirs et les entrainer dans une scène de danse lumineuse.